# حميس (لبنان)
حميس أو حميص هي إحدى القرى اللبنانية من قرى قضاء زغرتا في محافظة الشمال.